# 胃 (星官)

《古今圖書集成》中的“胃宿旗圖”

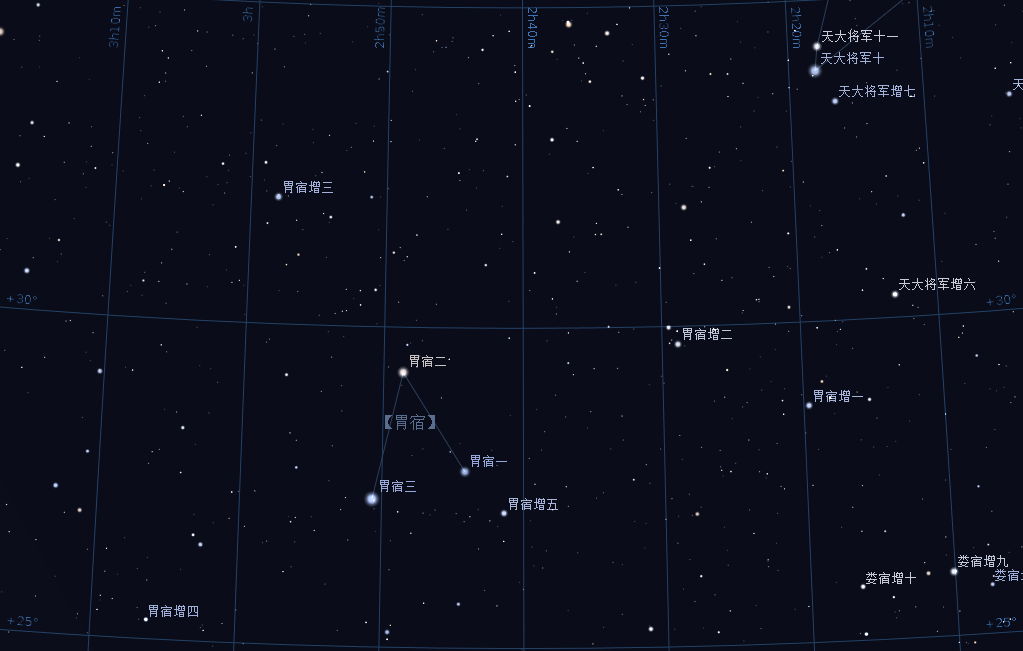
胃

胃是中国古代星官之一，属于二十八宿的胃宿，意为“胃”或“谷仓”，位于现代星座划分的白羊座，含有3颗恒星。
清代星表《仪象考成》新增5星，位于现代星座的白羊座、英仙座和三角座。

## 所含恒星及对应西方名称[1]
- 胃宿一，35 Ari
- 胃宿二，39 Ari
- 胃宿三， c Ari

- 胃宿增一，10 Tri
- 胃宿增二，12 Tri
- 胃宿增三，21 Per
- 胃宿增四，52 Ari
- 胃宿增五，33 Ari